# Zamach na hotel King David w Jerozolimie
Zamach na hotel King David w Jerozolimie – zamach bombowy przeprowadzony 22 lipca 1946 roku o godz. 12:37 czasu lokalnego przez żydowską organizację podziemną Irgun, działającą na terenie Brytyjskiego Mandatu Palestyny. Wysadzono południową część hotelu, w której znajdowała się siedziba brytyjskich władz mandatowych. W wyniku zamachu zginęło 91 osób: 28 Brytyjczyków, 41 Palestyńczyków, 17 Żydów, 2 Ormian oraz Rosjanin, Grek i Egipcjanin.

## Hotel King David
Hotel został wybudowany przez rodzinę Moseri – wpływowych i bogatych Żydów z Kairu i Aleksandrii. W celu pokrycia kosztów jego budowy utworzyli oni spółkę akcyjną, w której skład wchodzili bogaci Egipcjanie oraz Żydzi z całego świata. Siedmiopiętrowy budynek z 200 pokojami oddano do użytku w 1931 roku. W 1938 roku władze Mandatu Palestyny zarekwirowały południowe skrzydło budynku w celu zakwaterowania w nim sztabu wojskowego oraz administracji mandatowej. Budynek wydawał się być łatwy do obrony, a ponadto znajdował się w centrum Jerozolimy. W piwnicach Brytyjczycy stworzyli centrum komunikacyjne. Hotel był również połączony z bazą wojskową, która znajdowała się na południe od budynku.

## Tło zamachu
29 czerwca 1946 miała miejsce tzw. Czarna Sobota/Czarny Szabat. Służby brytyjskie przeprowadziły operacje w Palestynie (Jerozolima, Hajfa, Ramat Gan, Tel Awiw i Netanja), czego rezultatem było odnalezienie wielu dokumentów mogących ujawnić istnienie Hebrajskiego Ruchu Oporu, w który zaangażowane były Lechi, Irgun i Hagana. Zatrzymano także 2700 osób z władz Jiszuwu i skonfiskowano broń. Agencja Żydowska wraz z dowództwem Hagany stwierdziły, że takie informacje mogłyby ujawnić istnienie podziemia oraz doprowadzić do aresztowania, a nawet stracenia przywódców Jiszuwu. W rezultacie Amichaj Paglin postanowił wysadzić w powietrze sztab wojskowy zlokalizowany w hotelu, w którym miała być składowana część tych dokumentów.

## Przygotowania
Przekonany do tego pomysłu Mosze Sneh – szef sztabu Hagany – poinformował 1 lipca Menachema Begina, że operację wysadzenia hotelu przeprowadzi Irgun. Plan zakładał podwójny zamach w tym samym czasie, jeden na Hotel King David, a drugi na David Brothers Building pod dowództwem Lechi. Sneh uznał, że skoro Brytyjczycy zaatakowali i sparaliżowali władze Jiszuwu, to Jiszuw może dokonać tego samego wobec władz mandatowych.
Po otrzymaniu od dowództwa Hebrajskiego Ruchu Oporu pozwolenia na przeprowadzenia akcji, Begin rozpoczął przygotowania. Za zaplanowanie ataku odpowiedzialny był Paglin. Zapewnił on Begina, że wszystko zostanie ułożone tak, aby uniknąć niepotrzebnych ofiar. Specjalny oddział Irgunu przeprowadził rekonesans w budynku w celu sprawdzenia obstawy, rozkładu najważniejszych pomieszczeń i słabych punktów budynku. Stwierdzono, że King David jest zaopatrywany w mleko u żydowskich i arabskich dostawców. Wobec tego ustalono, że zamachowcy przebrani zostaną za mleczarzy, a ładunki wybuchowe zostaną dostarczone w dzbanach z mlekiem. Irgun chcąc uniknąć ofiar cywilnych zaproponował wcześniejsze ostrzeżenie władz i wojska w celu ewakuacji budynku. Sneh uznał propozycję 45 minut za zbyt długą i ryzykowną. Razem z Paglinem ustalili, że Brytyjczycy otrzymają pół godziny na wyprowadzenie ludzi z budynku. Dodatkowo pojemniki z mlekiem miały zostać opatrzone ostrzeżeniem w języku hebrajskim, arabskim i angielskim.
Przygotowania napotkały jednak na opór władz Jiszuwu i Światowej Organizacji Syjonistycznej. Atak pierwotnie zaplanowany na 19 lipca został dwa dni wcześniej odłożony przez dowódcę Hagany bez podania powodu. Chaim Weizman zagroził, że jeśli Hebrajski Ruch Oporu nie zaniecha swoich działań, to zrezygnuje z bycia prezydentem ŚOS. 19 lipca Sneh ponownie poprosił Begina o opóźnienie ataku. Zirytowany przywódca Irgunu zgodził się na powtórne przełożenie akcji. Uznał jednak, że przywództwo Hagany jest zbyt zachowawcze w walce o niepodległość Izraela. Begin dał Haganie trzy dni i ustalił datę zamachu na 22 lipca. Przywódca Irgunu zignorował kolejne prośby o przełożenie ataku. Podobnie było w przypadku Lechi, która postanowiła przeprowadzić swój własny atak. Zapalniki używane przez Irgun miały zostać ustawione na spowodowanie wybuchu po 35 minutach, ale dla Lechi okazało się niemożliwym skoordynowanie ataku. W związku z tym Begin wraz z Irgunem pozostali jedyną stroną biorącą udział w operacji.

## Przeprowadzenie ataku
22 lipca o godzinie 7.00 bojownicy Irgunu spotkali się w klasie szkoły talmudycznej Bejt Aharon. Nikt z nich nie wiedział wcześniej do jakiej operacji zostali przydzieleni. Po odprawie z dowództwem pierwsza grupa „portierów”, przebrana za Arabów, wyruszyła do hotelu. Ich zadaniem było czekanie przy wejściu na „mleczarzy”, aby pomóc im z transportem pojemników z mlekiem. Druga grupa wyruszyła furgonetką z siedmioma kankami z mlekiem. Każda z nich zawierała 50 kg ładunków wybuchowych. Zapalniki zostały ustawione o godzinie 12.13, tak aby wybuch nastąpił pół godziny później. Po drodze dwie z bomb, które miały odciąć Hotel King Daivid od reszty Jerozolimy, eksplodowały. Wojskowi w hotelu uznali to za właściwy zamach. O 12.22 łączniczka Irgunu poinformowała administrację hotelu o planowanym zamachu jednak brytyjski oficer odwołał alarm ze względu na zbyt częste, fałszywe alarmy bombowe. O 12.31 zatelefonowała do redakcji „The Palestine Post”, aby ta poinformowała o ataku. O godzinie 12.37, sześć minut przed zaplanowanym wybuchem bomba eksplodowała. Jej szkody można było porównać z wybuchem 500 kg bomby lotniczej. Podobno przed wybuchem można było usłyszeć w piwnicy i przy wyjściu z hotelu strzały, które mogły pochodzić od bojowników.

## Skutki ataku
Atak na Hotel King David spowodował wśród Brytyjczyków niechęć wobec syjonistów. Gazety w Wielkiej Brytanii i Stanach Zjednoczonych obarczyły winą za zamach żydowskich przywódców. W rezultacie Agencja Żydowska odcięła się od ataku, uznając go za desperacki atak gangu. Dodatkowo Agencja wezwała do powstania przeciw zamachowcom.
Kolejnym skutkiem było zerwanie współpracy i rozpad Hebrajskiego Ruchu Oporu. Od tej pory Hagana zaprzestała współpracy z Lechi i Irgunem, które rozpoczęły działalność na własną odpowiedzialność.
Dowódca wojsk brytyjskich w Palestynie ogłosił dodatkowo zerwanie współpracy gospodarczej z Żydami. Uznał, że zubożenie społeczności żydowskiej będzie największą karą za zamach.
O godzinie 12.45 policja brytyjska ogłosiła godzinę policyjną w całej Jerozolimie. Patrole pojazdów wojskowych szukały w całym mieście bojowników Irgunu i miejsc, w których mogłyby być podłożone inne ładunki.